# Gosei 1981
Il Gosei 1981 è stata la sesta edizione del torneo goistico giapponese Gosei. 

## Svolgimento
- W indica vittoria col bianco
- B indica vittoria col nero
- X indica la sconfitta
- +R indica che la partita si è conclusa per abbandono
- +N indica lo scarto dei punti a fine partita
- +F indica la vittoria per forfeit
- +T indica la vittoria per timeout
- +? indica una vittoria con scarto sconosciuto
- V indica una vittoria in cui non si conosce scarto e colore del giocatore

### Fase preliminare
La fase preliminare serve a determinare chi accede al torneo per la selezione dello sfidante. Consiste in un torneo preliminare, i cui vincitori sono qualificati al torneo per la determinazione dello sfidante.

### Determinazione dello sfidante
|  | Primo turno        | Primo turno |  |  | Secondo turno      | Secondo turno |                    |                 | Terzo turno | Terzo turno |  |  | Semifinale | Semifinale |  |  | Finale | Finale |
|  |                    |             |  |  |                    |               |                    |                 |             |             |  |  |            |            |  |  |        |        |
|  | Shuzo Ohira        |             |  |  |                    |               |                    |                 |             |             |  |  |            |            |  |  |        |        |
|  | Kunio Hisajima     | B+R         |  |  | Kunio Hisajima     |               |                    |                 |             |             |  |  |            |            |  |  |        |        |
|  |                    |             |  |  | Cho Chikun         | B+R           |                    |                 |             |             |  |  |            |            |  |  |        |        |
|  |                    |             |  |  |                    |               |                    | Cho Chikun      |             |             |  |  |            |            |  |  |        |        |
|  | Koichi Inagaki     |             |  |  | Shoji Hashimoto    | W+R           |                    |                 |             |             |  |  |            |            |  |  |        |        |
|  | Takeshi Aragaki    | B+R         |  |  | Takeshi Aragaki    |               |                    |                 |             |             |  |  |            |            |  |  |        |        |
|  | Yoshiteru Abe      |             |  |  | Shoji Hashimoto    | W+R           |                    |                 |             |             |  |  |            |            |  |  |        |        |
|  | Shoji Hashimoto    | B+R         |  |  |                    |               |                    | Shoji Hashimoto |             |             |  |  |            |            |  |  |        |        |
|  | Satoshi Kataoka    |             |  |  | Yoshio Ishida      | B+3,5         |                    |                 |             |             |  |  |            |            |  |  |        |        |
|  | Masaki Takemiya    | W+3,5       |  |  | Masaki Takemiya    |               |                    |                 |             |             |  |  |            |            |  |  |        |        |
|  | Toshio Sekiyama    |             |  |  | Norio Kudo         | B+0,5         |                    |                 |             |             |  |  |            |            |  |  |        |        |
|  | Norio Kudo         | B+2,5       |  |  |                    |               | Norio Kudo         |                 |             |             |  |  |            |            |  |  |        |        |
|  | Satsuo Ushinohama  |             |  |  | Yoshio Ishida      | B+R           |                    |                 |             |             |  |  |            |            |  |  |        |        |
|  | Hideyuki Fujisawa  | W+R         |  |  | Hideyuki Fujisawa  |               |                    |                 |             |             |  |  |            |            |  |  |        |        |
|  | Kunio Ishii        |             |  |  | Yoshio Ishida      | B+R           |                    |                 |             |             |  |  |            |            |  |  |        |        |
|  | Yoshio Ishida      | B+R         |  |  |                    |               |                    | Yoshio Ishida   | 0           |             |  |  |            |            |  |  |        |        |
|  | Hideaki Asano      |             |  |  | Masao Kato         | 2             |                    |                 |             |             |  |  |            |            |  |  |        |        |
|  | Keishi Hisai       | B+0,5       |  |  | Keishi Hisai       |               |                    |                 |             |             |  |  |            |            |  |  |        |        |
|  | Hidehito Nakamura  |             |  |  | Yoshihisa Miyamoto | W+9,5         |                    |                 |             |             |  |  |            |            |  |  |        |        |
|  | Yoshihisa Miyamoto | B+0,5       |  |  |                    |               | Yoshihisa Miyamoto |                 |             |             |  |  |            |            |  |  |        |        |
|  | Makoto Ito         |             |  |  | Kunihisa Honda     | W+R           |                    |                 |             |             |  |  |            |            |  |  |        |        |
|  | Eio Sakata         | W+R         |  |  | Eio Sakata         |               |                    |                 |             |             |  |  |            |            |  |  |        |        |
|  |                    |             |  |  | Kunihisa Honda     | W+6,5         |                    |                 |             |             |  |  |            |            |  |  |        |        |
|  |                    |             |  |  |                    |               | Kunihisa Honda     |                 |             |             |  |  |            |            |  |  |        |        |
|  | Shinzo Ishii       |             |  |  | Masao Kato         | W+1,5         |                    |                 |             |             |  |  |            |            |  |  |        |        |
|  | Hosai Fujisawa     | W+3,5       |  |  | Hosai Fujisawa     |               |                    |                 |             |             |  |  |            |            |  |  |        |        |
|  | Toshio Kori        |             |  |  | Toshiro Yamabe     | B+R           |                    |                 |             |             |  |  |            |            |  |  |        |        |
|  | Toshiro Yamabe     | B+4,5       |  |  |                    |               | Toshiro Yamabe     |                 |             |             |  |  |            |            |  |  |        |        |
|  | Masataka Saijo     |             |  |  | Masao Kato         | W+R           |                    |                 |             |             |  |  |            |            |  |  |        |        |
|  | Katsuji Kada       | B+R         |  |  | Katsuji Kada       |               |                    |                 |             |             |  |  |            |            |  |  |        |        |
|  | Kazuo Kishimoto    |             |  |  | Masao Kato         | W+R           |                    |                 |             |             |  |  |            |            |  |  |        |        |
|  | Masao Kato         | B+R         |  |  |                    |               |                    |                 |             |             |  |  |            |            |  |  |        |        |

### Finale
La finale è una sfida al meglio delle cinque partite, il detentore Hideo Otake ha affrontato lo sfidante scelto tramite il processo di qualificazione.